# Al-Hay
al-Hay (arabiska الحي) är en stad i provinsen Wasit, Irak. Staden är belägen cirka 45 kilometer söder om al-Kut och  220 kilometer söder om Bagdad.